# Orange County Badminton Club
Der Orange County Badminton Club ist ein Badminton-Zentrum in Orange in Kalifornien.

## Geschichte
Der Klub wurde 1995 vom 1972 in die USA ausgewanderten Thailänder Don Chew nach dessen Wohnortwechsel nach Orange errichtet. Er wurde am 8. November 1995 registriert und 1996 für eine Gesamtsumme von drei Millionen US-Dollar fertiggestellt. Heute ist der Klub sowohl kommerzielles Badmintonzentrum, Trainingsstätte der gesamten US-Badminton-Elite und Austragungsort hochkarätiger Badmintonveranstaltungen wie den US Open und den nationalen US-amerikanischen Titelkämpfen.

## Ausstattung
- 12 Badmintonfelder[2]
- Klimaanlage
- Junckers Wood Sports Floor
- Bankettraum